# Maki Takada
Maki Takada (23 de agosto de 1989) é uma basquetebolista profissional japonesa.

## Carreira
Maki Takada integrou a Seleção Japonesa de Basquetebol Feminino, na Rio 2016, que terminou na oitava posição.